# Molophilus tetrodonta
Molophilus tetrodonta är en tvåvingeart som beskrevs av Alexander 1942. Molophilus tetrodonta ingår i släktet Molophilus och familjen småharkrankar. Inga underarter finns listade i Catalogue of Life.